# Nicktoons (televízióadó)
A Nicktoons (korábbi nevein Nicktoons TV és Nicktoons Network) a Viacom egész nap gyerekfilmeket sugárzó digitális és műholdas televíziós csatornája. A szintén gyerekműsorokra specializálódott Nickelodeon társcsatornája. Amerikában 2002. május 15-én indult csatornát jelenleg több ország is sugározza. Magyarországon hivatalosan 2019. április 2-án indult a csatorna (Telekom), amit február 3-án jelentettek be, de egyes szolgáltatóknál (Digi, UPC) már 2019. április 1-jétől fogni lehetett. A csatorna 2024. május 20-án hajnali 5 órakor logót váltott.

## Története

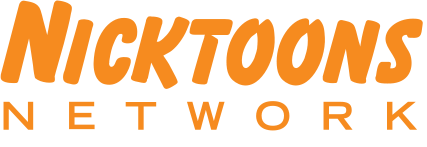
A Nicktoons Network logója, (2005–2009)

A Nicktoonst 2002-ben kezdték sugározni az Amerikai Egyesült Államokban. Eredetileg reklámmentes televíziós csatornának szánták; reklámidőbe tervezett rövidfilmekkel és bemutatókkal. 2005. szeptember 23-ától kezdődően azonban – a csatorna megugrott nézettségének köszönhetően – bevezették a reklámértékesítést. A legelső, Nicktoonson bemutatott reklám a Chuck E. Cheese's-é volt.
A csatornát többször átnevezték; 2002 és 2003 között Nicktoons TV, 2003 és 2005 között Nicktoons, 2005 és 2009 között pedig Nicktoons Network volt a neve. 2009-ben a csatornát visszanevezték újra Nicktoonsra.

## Adásváltozatok
A csatorna elindulása óta spanyol nyelven is elérhető. Nem sokkal az amerikai bemutatást követően, 2002. július 22-től a csatorna elérhetővé vált az Egyesült Királyságban is. Az amerikai változattól eltérően az Egyesült Királyságban kezdettől fogva rendszeresen sugároztak reklámokat is, a műsorszolgáltatás pedig nem napi 24 órát tett ki. Egyéb, nemzetközi Nicktoons csatornák találhatók Belgiumflamand régiójában, Németországban, Hollandiában, valamint Spanyolországban is, ahol a Nicktoons a Nick Premium csatornát váltotta fel. A csatorna sugárzását 2013 februárjában Mexikóban is elkezdték, 2019-ben Magyarországon is elindult.
| Ország                    | Nyelv                  | Indulás            |
| ------------------------- | ---------------------- | ------------------ |
| Amerikai Egyesült Államok | angol, spanyol         | 2002. május 15.    |
| Egyesült Királyság        | angol                  | 2002. július 22.   |
| Belgium                   | holland                | 2007. augusztus 1. |
| Hollandia                 | holland                | 2007. augusztus 1. |
| Németország               | német                  | 2007. december 1.  |
| Ausztria                  | német                  | 2007. december 1.  |
| Svájc                     | német                  | 2007. december 1.  |
| Spanyolország             | spanyol                | 2010.              |
| Írország                  | angol                  | 2012. október 16.  |
| Mexikó                    | spanyol                | 2013. február 4.   |
| Közép- és Kelet Európa    | lengyel, román, bolgár | 2018. február 15.  |
| Magyarország              | magyar                 | 2019. április 1.   |

## Műsorai

### Jelenlegi műsorok
- Veszélyes tini kalandjai
- SpongyaBob Kockanadrág
- Rabbids: Invázió
- Bunsen, a bestia
- A Lármás család
- Tündéri keresztszülők
- Csőrös Harvey
- Avatár - Korra legendája
- Kenyér királyok
- Toon Marty
- Kergefarm
- Mysticons
- Sanjay és Craig
- Üdv a Wayne-ben
- S.T.R.A.M.M. – A kém kutya
- Tini Nindzsa Teknőcök (televíziós sorozat, 2012)
- Avatár – Aang legendája
- A Tini Nindzsa Teknőcök felemelkedése
- Winx Club
- Sonic Prime

### Szünetelő műsorok
- MacsEb
- B, a szuperméhecske
- Iron Man
- Ren és Stimpy show
- Monkey Quest
- Petpet Park
- Életem tinirobotként
- Invader Zim
- Sheen bolygója
- Danny Phantom
- A Tigris
- Monsuno

## További információ
- Hivatalos weboldal Archiválva 2009. szeptember 27-i dátummal a Wayback Machine-ben
- Magyar weboldal Archiválva 2009. szeptember 27-i dátummal a Wayback Machine-ben